# Buonalbergo
Buonalbergo község (comune) Olaszország Campania régiójában, Benevento megyében.

## Fekvése
A megye keleti részén fekszik, 70 km-re északkeletre Nápolytól, 20 km-re északkeletre a megyeszékhelytől. Határai: Apice, Casalbore, Montecalvo Irpino, Paduli, San Giorgio La Molara és Sant’Arcangelo Trimonte.

## Története
A település valószínűleg az ókori szamnisz város, Cluvia helyén alakult ki a 11. század elején. A következő századokban nemesi birtok volt. A 19. században nyerte el önállóságát, amikor a Nápolyi Királyságban felszámolták a feudalizmust.

## Népessége
A népesség számának alakulása:

## Főbb látnivalói
- Madonna della Macchia remetelak
- San Nicola-templom
- San Carlo Borromeo-templom